# Enchanted Rock
Enchanted Rock (dosł. Zaczarowana Skała) – różowa granitowa góra w regionie Texas Hill, w środkowym Teksasie, 27 km na północ od Fredericksburga. Jest to największy twardzielec z różowego granitu w Stanach Zjednoczonych.
W 1971 roku góra została dodana do programu National Natural Landmark, a w 1984 do amerykańskiego Krajowego Rejestru Miejsc Historycznych. W 2017 roku ankieta MSN uznała park wokół góry za najlepszy kemping w Teksasie, przyciągający nawet 300 tys. odwiedzających rocznie.

## Galeria

Enchanted Rock
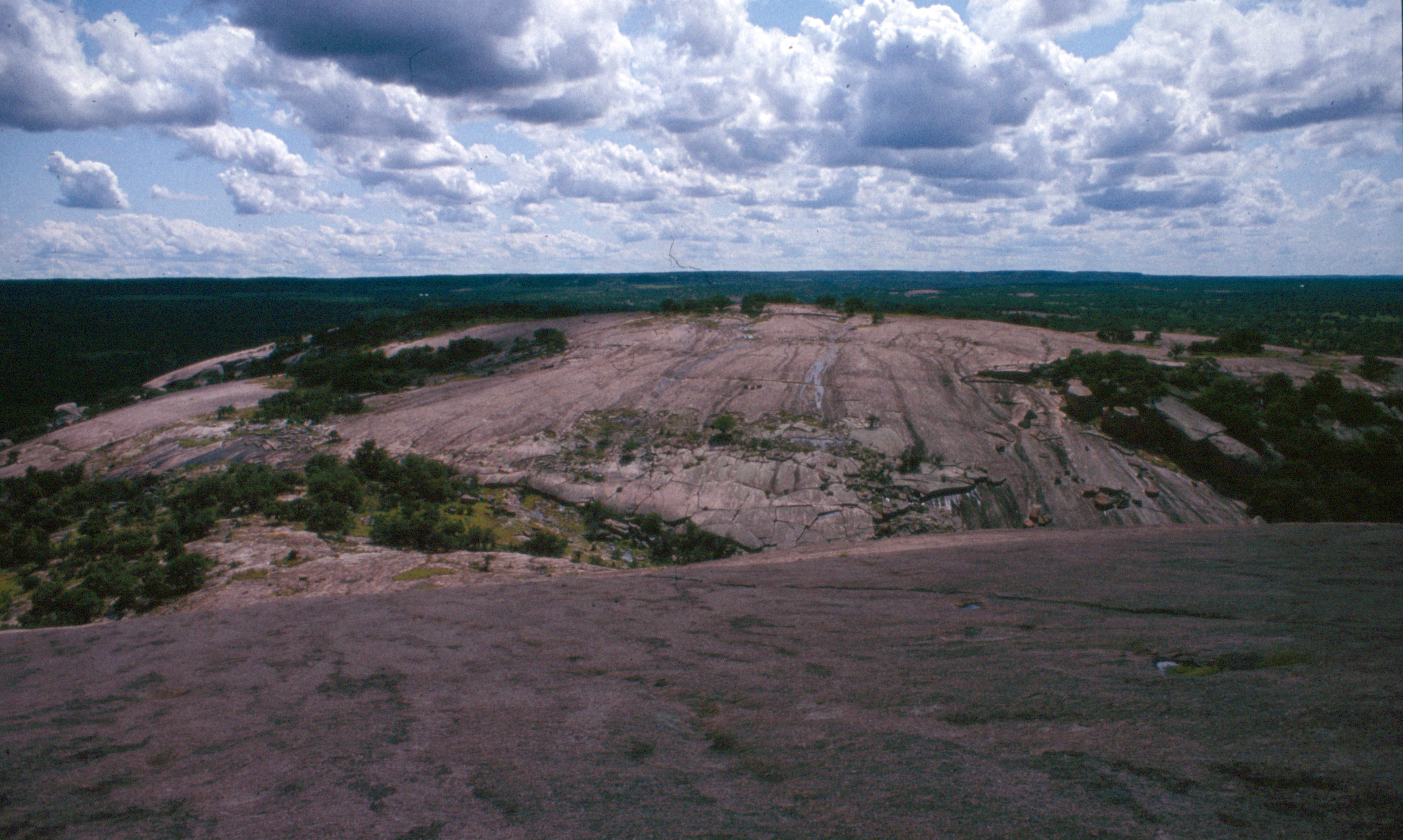
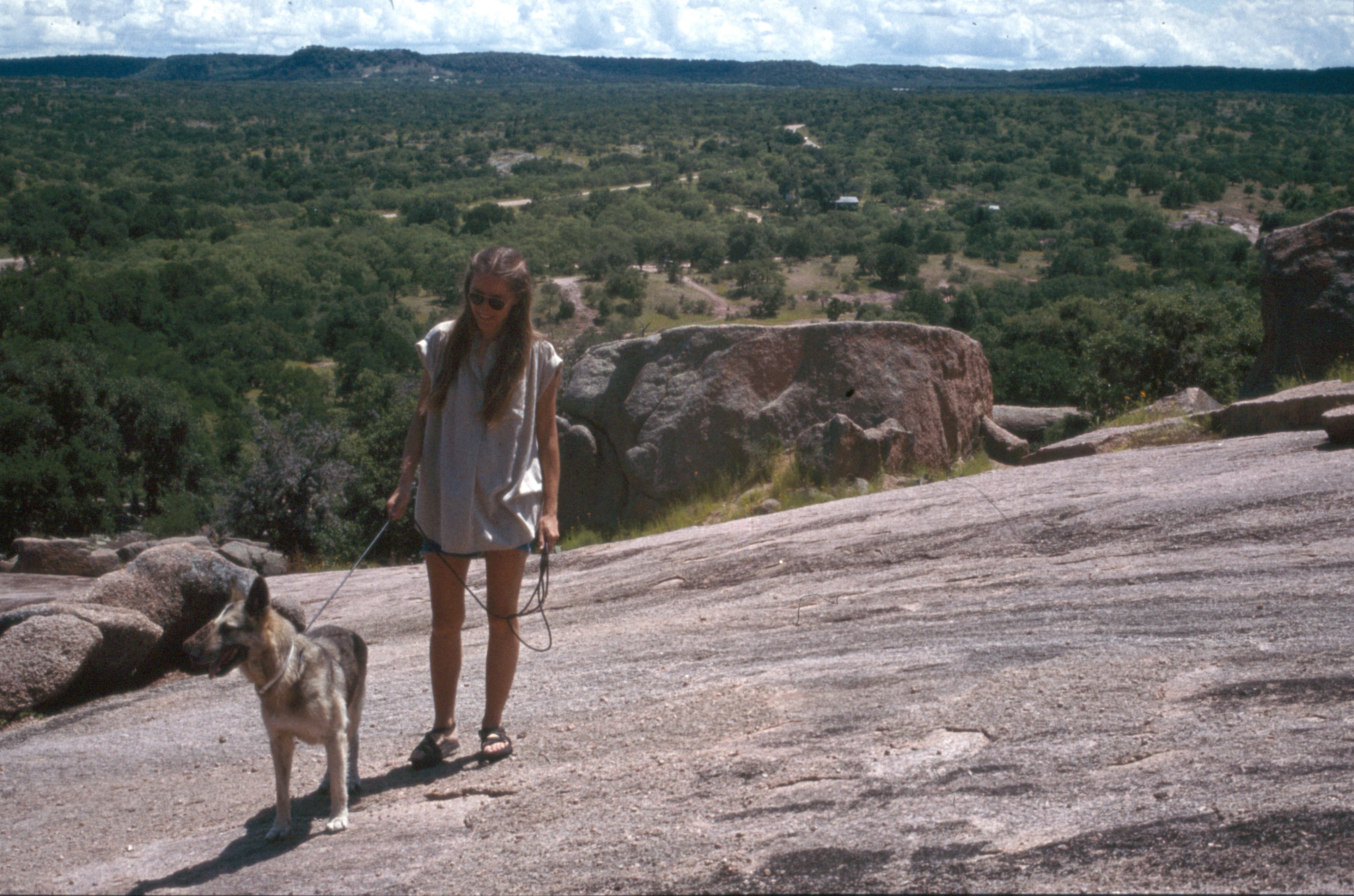
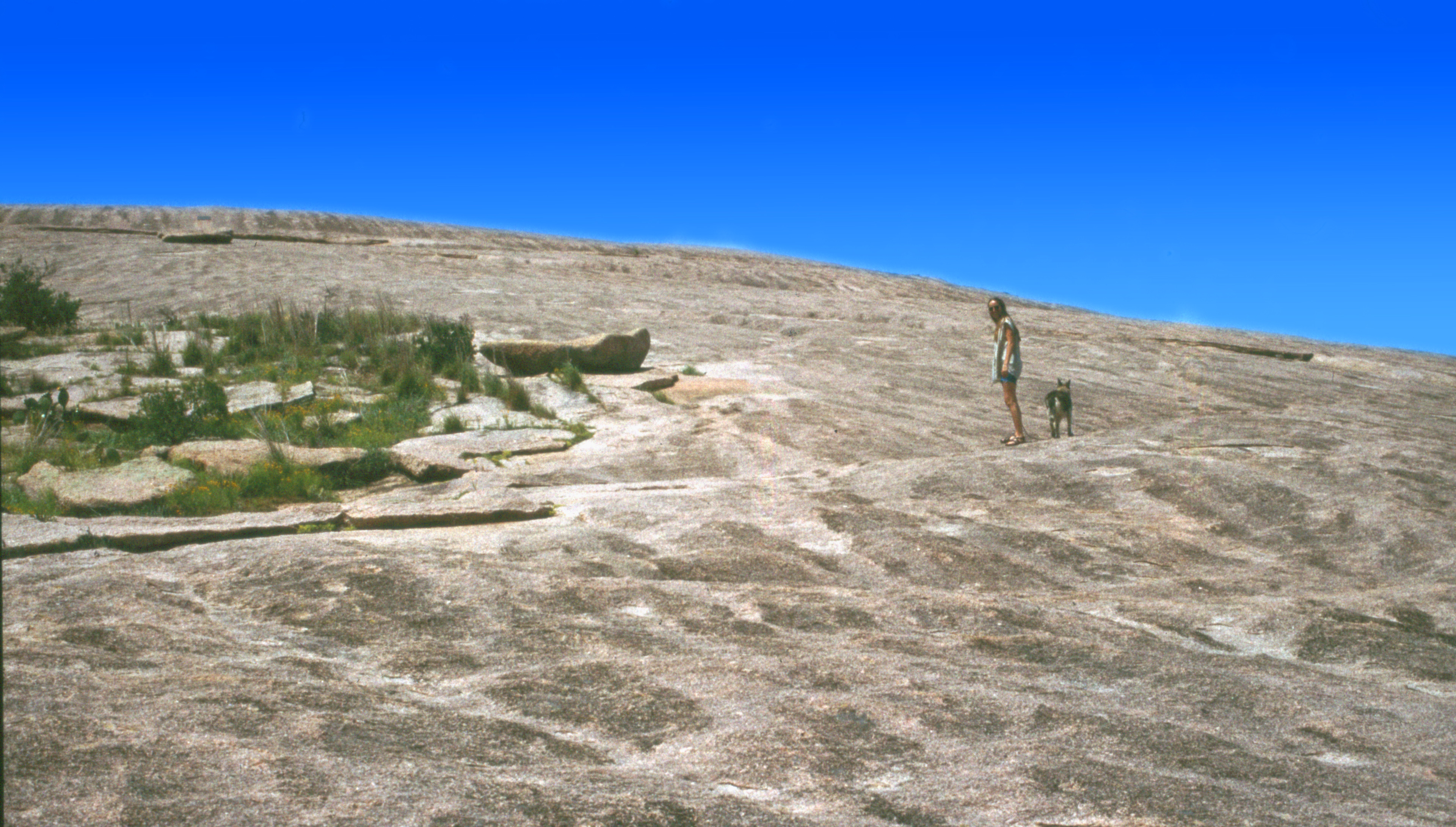
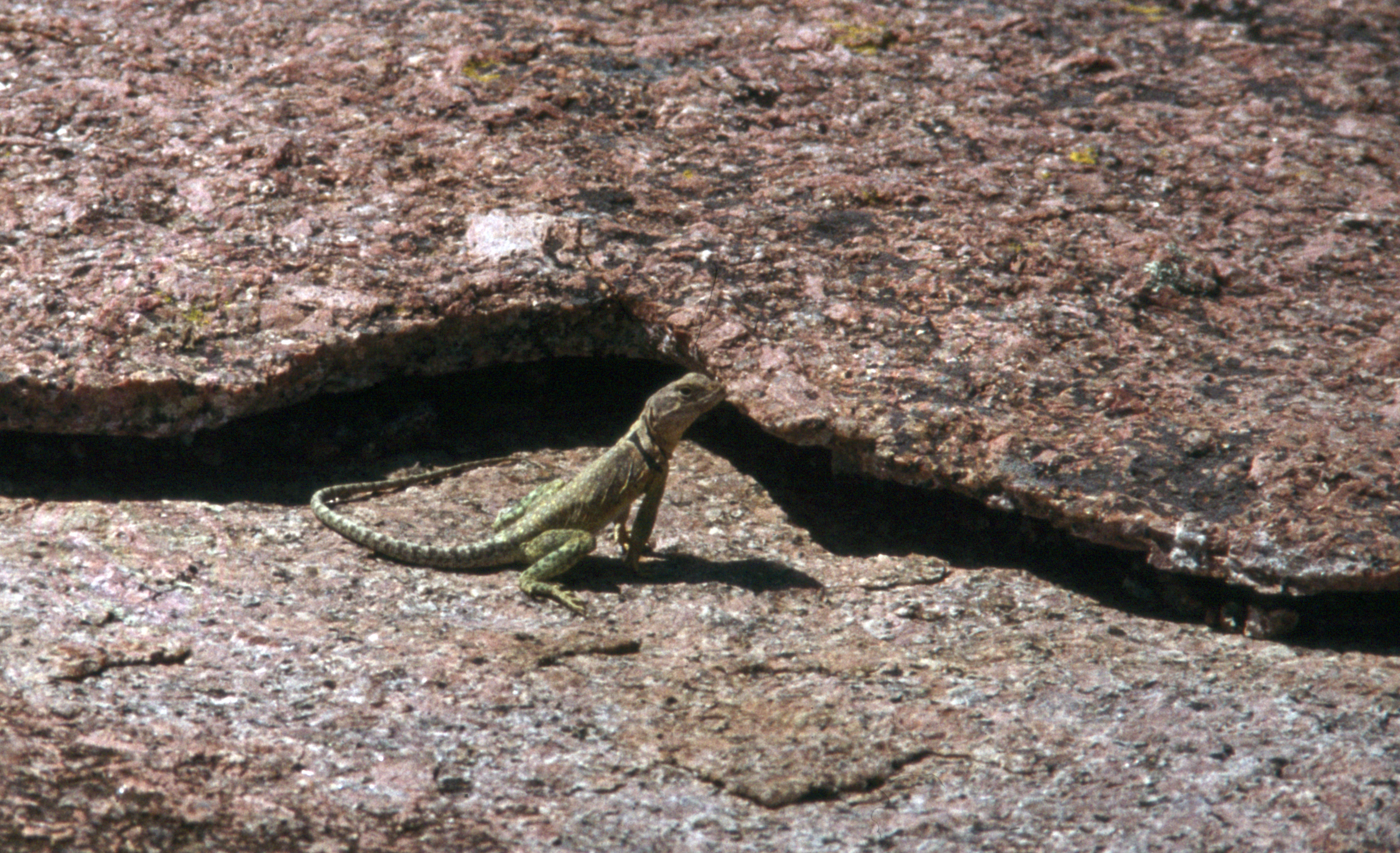
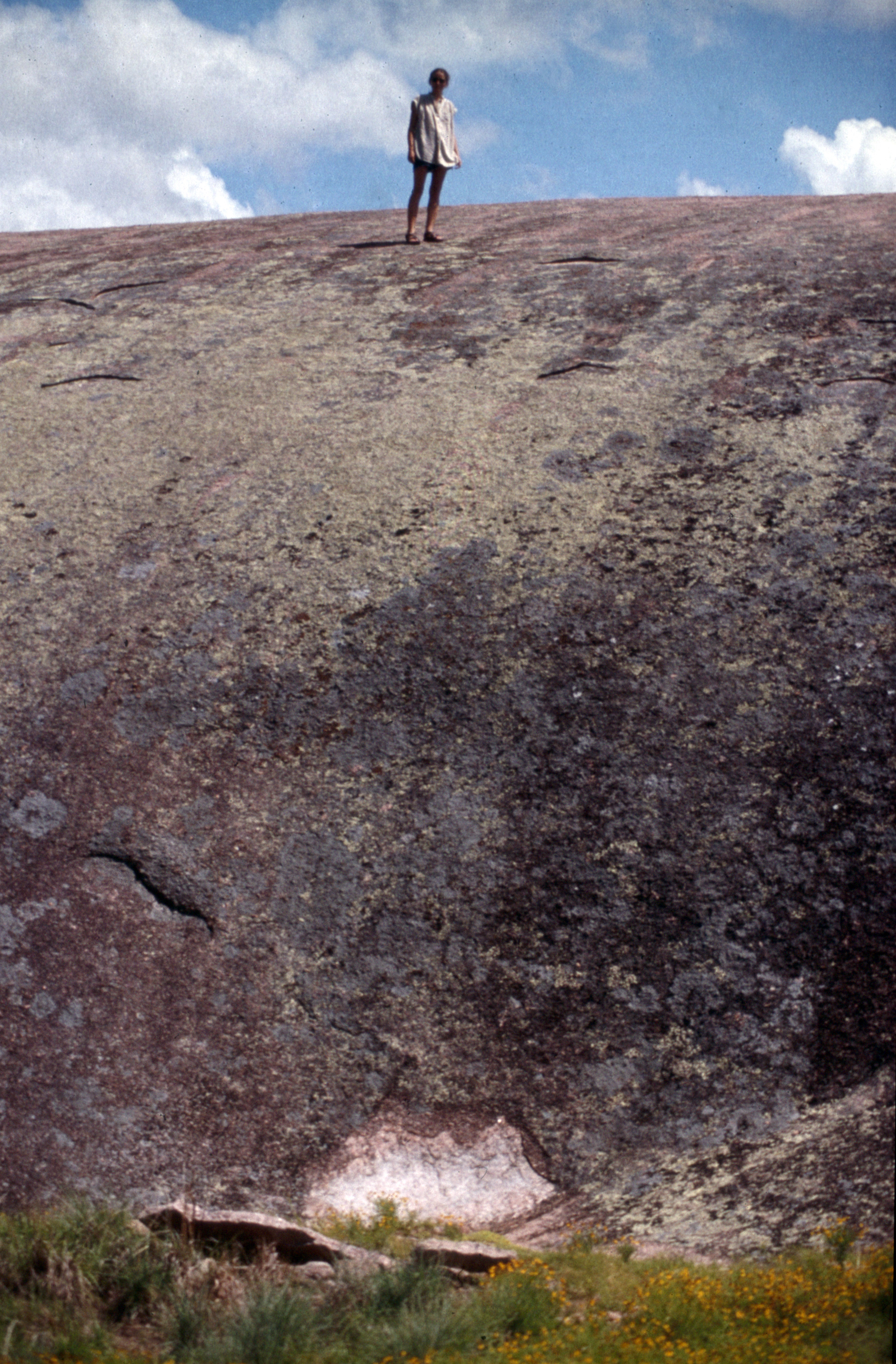
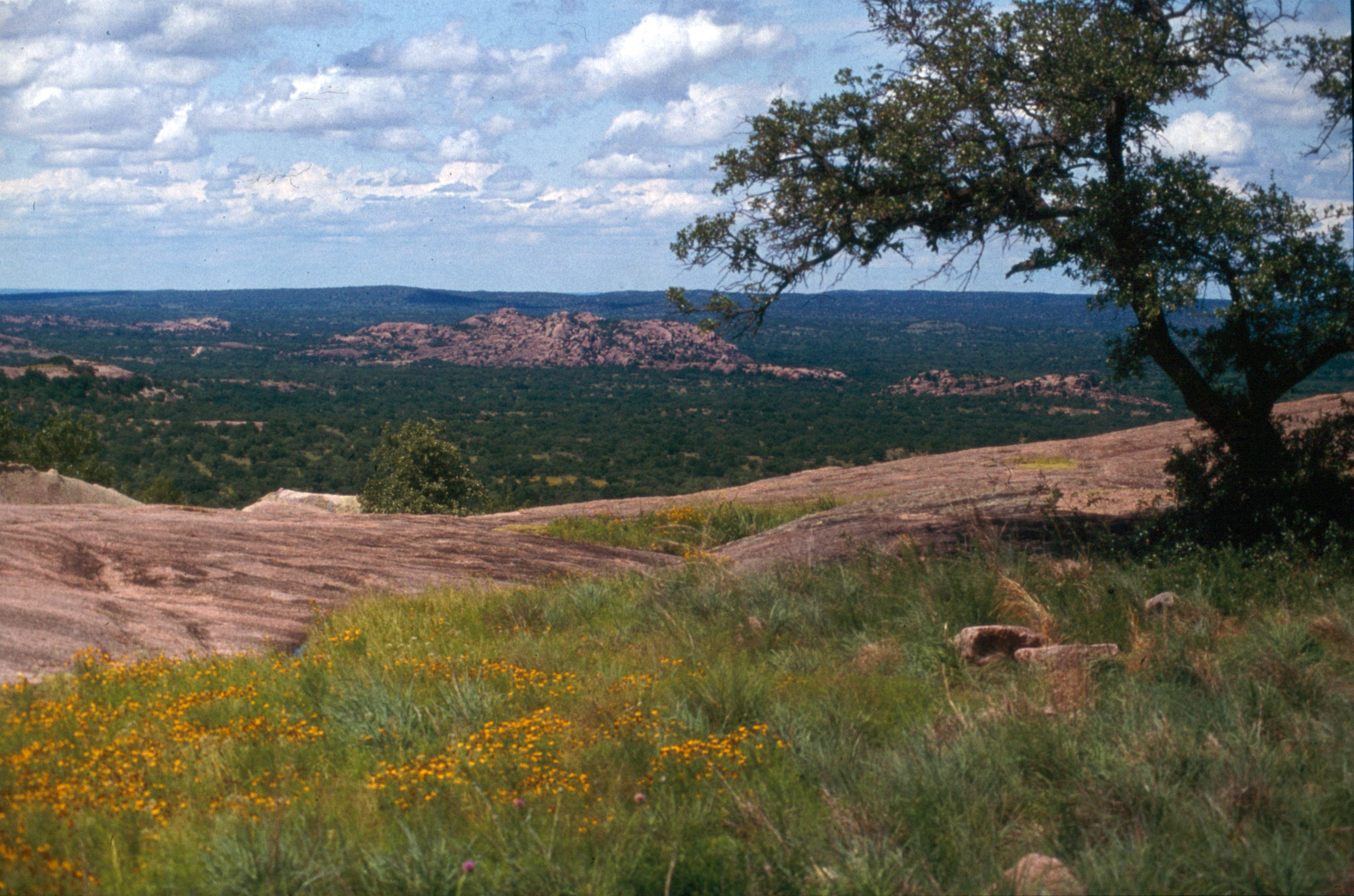